# Agkistrocerus finitimus
Agkistrocerus finitimus är en tvåvingeart som först beskrevs av Stone 1938.  Agkistrocerus finitimus ingår i släktet Agkistrocerus och familjen bromsar. Inga underarter finns listade i Catalogue of Life.